# 2008年北京オリンピックの聖火リレー
2008年北京オリンピックの聖火リレー（2008ねんペキンオリンピックのせいかリレー）では、北京オリンピックに向けて2008年3月31日から8月8日までの130日間に世界5大陸 で行われた聖火リレーについて説明する。多くの国にてチベット問題など中華人民共和国の領土・人権問題にからめた抗議活動と大量逮捕を引き起こし、翌年3月26日に国際オリンピック委員会（IOC）は今後の五輪開催に伴う聖火リレーは主催国内のみで行い、世界規模の聖火リレーを廃止することを決定した。

## 概要

### トーチ

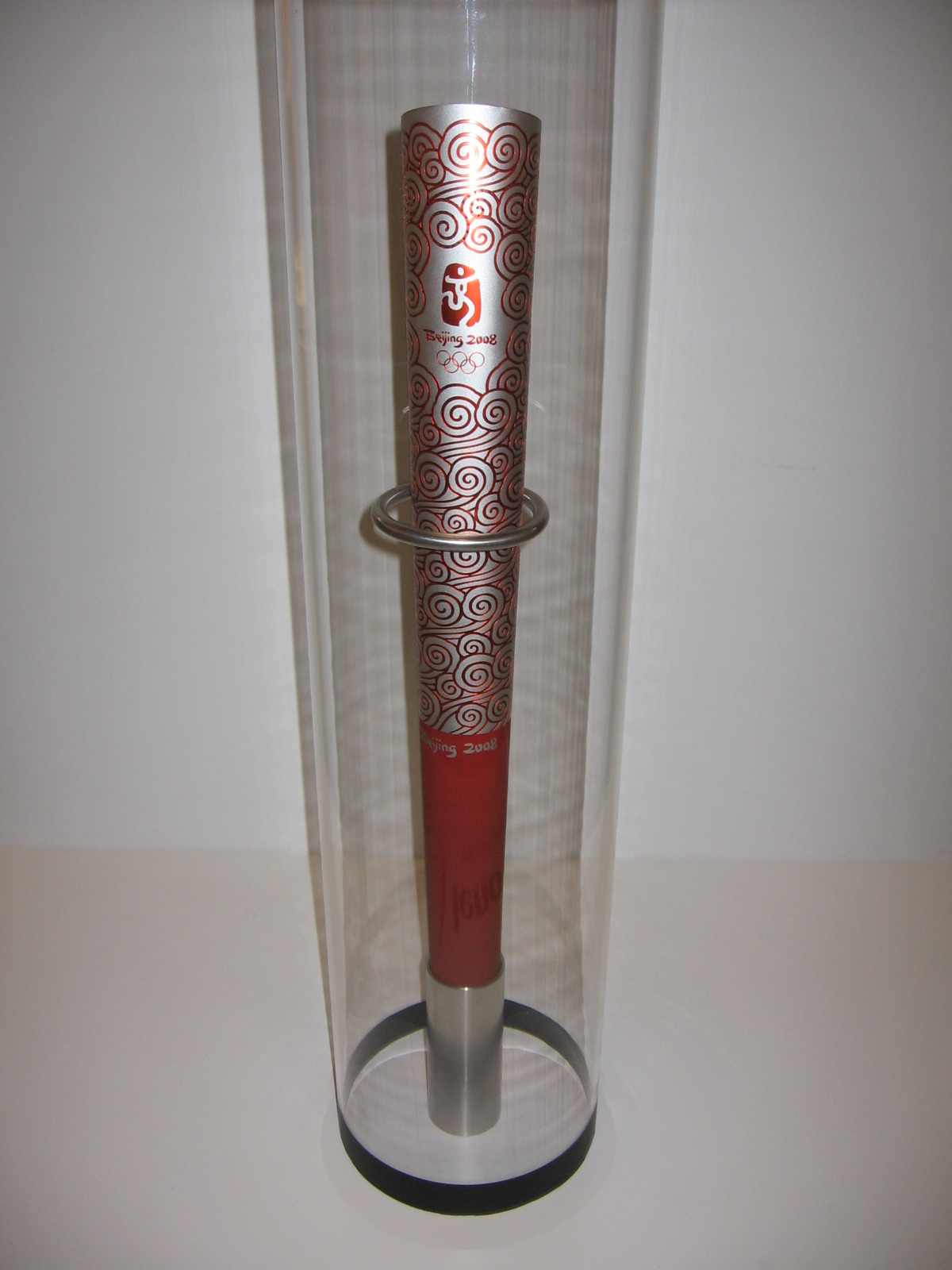
北京オリンピックのトーチ。リトアニアの首都ヴィリニュスにて。

北京オリンピックで使われたトーチは、中国において「幸運の雲」として知られる伝統的な模様の描かれた、伝統的な巻物を元にデザインされた。また、万物は5つの要素からなっているという中国古来からの五行思想も取り入れられている。デザインしたのは、中国の大手パソコン メーカーLenovo。アルミニウム製。高さ72センチメートル、重さは985グラム。このトーチは18m/sの強風、毎時50ミリの大雨にも耐えられるように設計されている。聖火の点火・消火には鍵を使用する。燃料はプロパンガスで、約15分間火を灯すことができる。

### ランタン
聖火は、リレーの全行程を繋ぐ。しかし、夜間や飛行機移動中、悪天候、そしてフランスのパリなどで発生した激しい抗議 のときにはトーチは消火され、聖火はランタンで運搬される。このランタンは複数ある。

### 飛行機
聖火とその随行員の国際間移動はエアチャイナのエアバスA330を使用した。飛行機は赤と黄色のオリンピックカラーにペイントされている。エアチャイナは2008年3月に中国オリンピック委員会から長年の五輪への協力が認められて、聖火の運送会社に指定された。飛行機は85,077マイル、130日間をかけて21カ国を回った。

### ルート
聖火の採火式はオリンピック発祥の地であり、前回開催地であるギリシャのオリンピアで行われた。
聖火リレーの期間は過去最長で、2008年3月31日から8月8日の130日間に渡って行われた。リレー距離は13万7000km（聖火リレー最長記録）。ルートの中には標高8848mのエベレスト山も有った。
2007年4月、五輪組織委員会は聖火のリレー経路について香港から当時中国と対立する民主進歩党の陳水扁政権だった台湾に渡る（下記表の21番と22番の順番を逆転させる）ルートへ変更を行った。当然このことについて台湾のオリンピック委員会は、「中国が台北を自国内の路線と位置づけようとしている」として抗議して聖火の受け入れを拒否し、台湾はリレーのルートから外されることとなった。なおこの点については後に台湾師範大学の山ノ口寿幸によって沿道で使用される旗や歌について、台湾を「中華台北」と呼ぶか「中国台北」という問題もあり呼称の問題が最も大きな要因であったという指摘がされている。

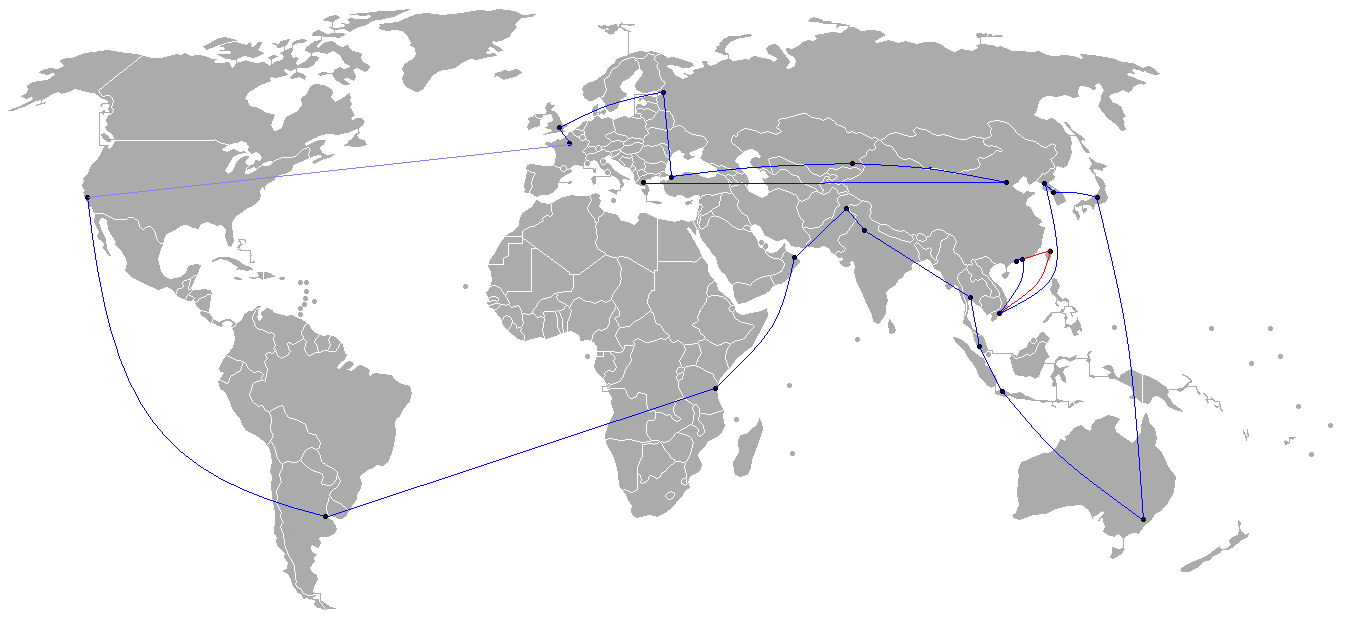
聖火リレールート

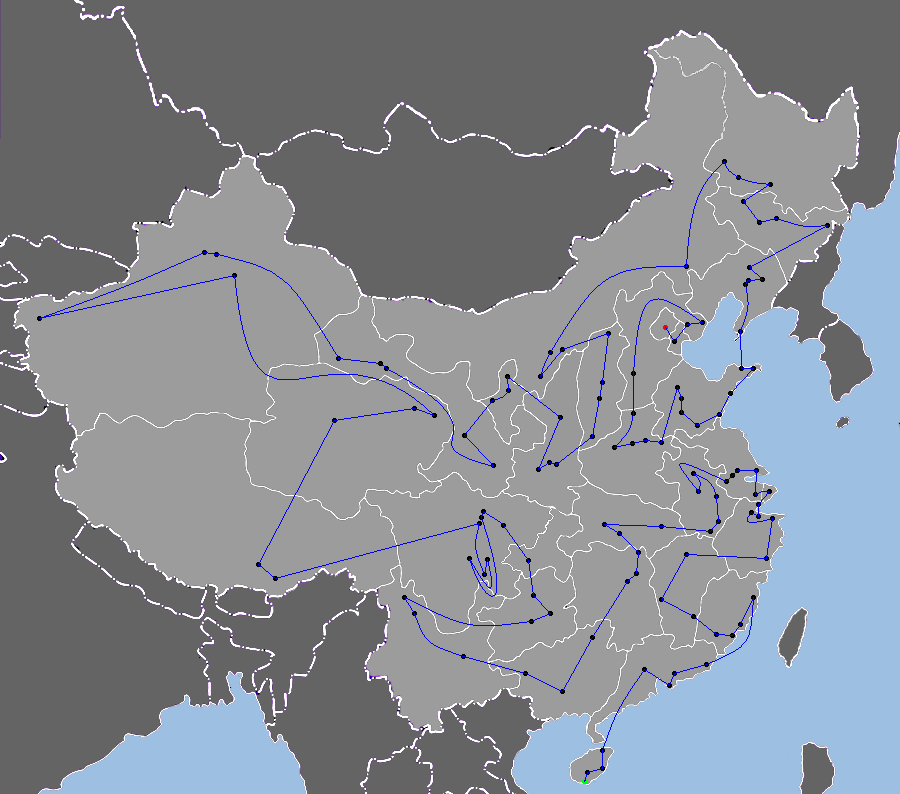
中国本土内のルート

| 中国本土外 | 中国本土外     | 中国本土外           |
| 日付       | 国・地域名     | 地名                 |
| ---------- | -------------- | -------------------- |
| 3月25日    | ギリシャ       | オリンピア           |
| 3月30日    | ギリシャ       | アテネ               |
| 3月31日    | 中国           | 北京                 |
| 4月2日     | カザフスタン   | アルマトイ           |
| 4月3日     | トルコ         | イスタンブール       |
| 4月5日     | ロシア         | サンクトペテルブルク |
| 4月6日     | イギリス       | ロンドン             |
| 4月7日     | フランス       | パリ                 |
| 4月9日     | アメリカ合衆国 | サンフランシスコ     |
| 4月11日    | アルゼンチン   | ブエノスアイレス     |
| 4月13日    | タンザニア     | ダルエスサラーム     |
| 4月14日    | オマーン       | マスカット           |
| 4月16日    | パキスタン     | イスラマバード       |
| 4月17日    | インド         | ムンバイ             |
| 4月18日    | タイ           | バンコク             |
| 4月21日    | マレーシア     | クアラルンプール     |
| 4月22日    | インドネシア   | ジャカルタ           |
| 4月24日    | オーストラリア | キャンベラ           |
| 4月26日    | 日本           | 長野                 |
| 4月27日    | 韓国           | ソウル               |
| 4月28日    | 北朝鮮         | 平壌                 |
| 4月29日    | ベトナム       | ホーチミン           |
| 4月30日    | 台湾           | 台北中止             |
| 5月2日     | 香港           | 香港                 |
| 5月3日     | マカオ         | マカオ               |

| 中国本土内 | 中国本土内         | 中国本土内             |
| 日付       | 省・地区名         | 市名                   |
| ---------- | ------------------ | ---------------------- |
| 5月4日     | 海南省             | 三亜市                 |
| 5月5日     | 海南省             | 五指山市、万寧市       |
| 5月6日     | 海南省             | 海口市                 |
| 5月7日     | 広東省             | 広州市                 |
| 5月8日     | 広東省             | 深圳市                 |
| 5月9日     | 広東省             | 恵州市                 |
| 5月10日    | 広東省             | 汕頭市                 |
| 5月11日    | 福建省             | 福州市                 |
| 5月12日    | 福建省             | 泉州市、廈門市         |
| 5月13日    | 福建省             | 竜岩市                 |
| 5月14日    | 江西省             | 瑞金市                 |
| 5月15日    | 江西省             | 井岡山市               |
| 5月16日    | 江西省             | 南昌市                 |
| 5月17日    | 浙江省             | 温州市、寧波市         |
| 5月18日    | 浙江省             | 杭州市                 |
| 5月19日    | 浙江省             | 紹興市、嘉興市         |
| 5月20日    | -                  | 上海                   |
| 5月22日    | 江蘇省             | 蘇州市、南通市         |
| 5月23日    | 江蘇省             | 泰州市                 |
| 5月24日    | 江蘇省             | 揚州市、南京市         |
| 5月26日    | 安徽省             | 合肥市                 |
| 5月27日    | 安徽省             | 淮南市、蕪湖市         |
| 5月28日    | 安徽省             | 績渓県、黄山市         |
| 5月29日    | 湖北省             | 武漢市                 |
| 5月30日    | 湖北省             | 宜昌市                 |
| 5月31日    | 湖北省             | 荊州市                 |
| 6月1日     | 湖南省             | 岳陽市                 |
| 6月2日     | 湖南省             | 長沙市                 |
| 6月3日     | 湖南省             | 韶山市                 |
| 6月4日     | 広西チワン族自治区 | 桂林市                 |
| 6月5日     | 広西チワン族自治区 | 南寧市                 |
| 6月6日     | 広西チワン族自治区 | 百色市                 |
| 6月7日     | 雲南省             | 昆明市                 |
| 6月8日     | 雲南省             | 麗江市                 |
| 6月9日     | 雲南省             | シャングリラ県         |
| 6月10日    | 貴州省             | 貴陽市                 |
| 6月11日    | 貴州省             | 凱里市                 |
| 6月12日    | 貴州省             | 遵義市                 |
| 6月13日    | -                  | 重慶                   |
| 6月15日    | 四川省             | 広安市、綿陽市         |
| 6月16日    | 四川省             | 広漢市、楽山市         |
| 6月17日    | 四川省             | 自貢市、宜賓市         |
| 6月18日    | 四川省             | 成都市                 |
| 6月19日    | チベット自治区     | 山南地区（エベレスト） |
| 6月20日    | チベット自治区     | ラサ市                 |
| 6月22日    | 青海省             | ゴルムド市             |
| 6月23日    | 青海省             | 青海湖                 |
| 6月24日    | 青海省             | 西寧市                 |
| 6月25日    | 新疆ウイグル自治区 | ウルムチ市             |
| 6月26日    | 新疆ウイグル自治区 | カシュガル市           |
| 6月27日    | 新疆ウイグル自治区 | 石河子市、昌吉市       |
| 6月28日    | 甘粛省             | 敦煌市、嘉峪関市       |
| 6月29日    | 甘粛省             | 酒泉市                 |
| 6月30日    | 甘粛省             | 天水市、蘭州市         |
| 7月2日     | 寧夏回族自治区     | 中衛市                 |
| 7月3日     | 寧夏回族自治区     | 呉忠市                 |
| 7月4日     | 寧夏回族自治区     | 銀川市                 |
| 7月5日     | 陝西省             | 延安市                 |
| 7月6日     | 陝西省             | 楊陵、咸陽市           |
| 7月7日     | 陝西省             | 西安市                 |
| 7月8日     | 山西省             | 運城市、平遥県         |
| 7月9日     | 山西省             | 太原市                 |
| 7月10日    | 山西省             | 大同市                 |
| 7月11日    | 内モンゴル自治区   | フフホト市             |
| 7月12日    | 内モンゴル自治区   | オルドス市、包頭市     |
| 7月13日    | 内モンゴル自治区   | 赤峰市                 |
| 7月14日    | 黒竜江省           | チチハル市             |
| 7月15日    | 黒竜江省           | 大慶市                 |
| 7月16日    | 黒竜江省           | ハルビン市             |
| 7月17日    | 吉林省             | 松原市、長春市         |
| 7月18日    | 吉林省             | 吉林市                 |
| 7月19日    | 吉林省             | 延吉市                 |
| 7月20日    | 遼寧省             | 瀋陽市                 |
| 7月21日    | 遼寧省             | 本渓市、遼陽市、鞍山市 |
| 7月22日    | 遼寧省             | 大連市                 |
| 7月23日    | 山東省             | 煙台市、威海市         |
| 7月24日    | 山東省             | 青島市、日照市         |
| 7月25日    | 山東省             | 臨沂市、曲阜市、泰安市 |
| 7月26日    | 山東省             | 済南市                 |
| 7月28日    | 河南省             | 商丘市、開封市         |
| 7月29日    | 河南省             | 鄭州市                 |
| 7月30日    | 河南省             | 洛陽市                 |
| 7月31日    | 河南省             | 安陽市                 |
| 8月1日     | 河北省             | 石家荘市               |
| 8月2日     | 河北省             | 秦皇島市               |
| 8月3日     | 河北省             | 唐山市                 |
| 8月4日     | -                  | 天津                   |
| 8月6日     | -                  | 北京                   |

## リレーが行われた各地の様子

### ギリシャ
2008年3月24日、聖火リレーは古代オリンピック開催の地、ギリシャのオリンピアにて採火された。巫女に扮した女優マリア・ナフプリオトゥ（Maria Nafpliotou）が聖火に点火し、テコンドーの選手で2004年アテネオリンピックの銀メダリストアレクサンドロス・ニコライディス（Alexandros Nikolaidis）（ギリシャ）に渡した。ニコライディスは、アテネオリンピック平泳ぎ金メダリストの羅雪娟（中国）に聖火を渡し、聖火リレーの直前に発生したチベット暴動により、チベット問題に抗議するため国境なき記者団のメンバー3人（同記者団の創始者の1人であるロベール・メナールを含む）がオリンピック点火セレモニーの警備を突破し、北京オリンピック組織委員会の劉淇会長の演説を妨害しようとした。中国側は、オリンピックを妨害する恥ずべき行為だと非難した。
2008年3月30日、アテネでギリシャ側から北京五輪の主催者側へトーチが渡されるセレモニー中に、「チベットに自由を」と叫び、旗を広げる人々が現れた。10人から15人の抗議者が警察に身柄を拘束された。聖火が主催者側に渡された後も抗議は国際的に続いた。特にネパールでは激しい暴動となった。なお国境なき記者団は独立性を主張しているが、フランス政府やアメリカ政府、中華民国外交部から資金援助を受けているという報告がある。しかし、Daniel Junquaフランス部門副代表は資金が中立性を失わせてはいないと主張している。

### 中国
中国到着後、聖火は周永康と劉延東に迎えられた。聖火は胡錦濤総書記によって、110 mハードル金メダリストの劉翔に渡された。
4月12日以降、携帯電話の電子メールやチャットルームを通じて「フランスの大手スーパーマーケットカルフールの大株主（LVMHグループ）がダライ・ラマを支援しているから、カルフールをボイコットしよう！」といった内容の文章が出回った。文章には、フランス製の贅沢品や化粧品のボイコットを続けようといった内容もあった。中国の抗議者達は、昆明、合肥と武漢を含む中国の主要都市にあるカルフールで、組織的なボイコットを行い、フランスがわが国を分裂させようと企んでるとか、反中は人種差別だと抗議した。幾人かは、フランス国旗を燃やし、幾人かは、ナチスのハーケンクロイツをフランス国旗に書き加えた。さらに、フランス大使館や領事館の前で大規模な抗議活動をしようというショートメッセージが広まった。昆明ではカルフールボイコットに反対する人が店に入ろうとしたところ、大きな中国国旗でブロックされたり、水の入ったペットボトルを投げつけられたりした。BBCは、北京、昆明、合肥と武漢、青島で数百人がデモに参加したと報じた。中国共産党の機関紙人民日報は社説で中国人民に対して「秩序ある愛国主義」を呼びかけた。

### カザフスタン
4月2日に行われたアルマトイでの聖火リレーの最初のランナーはカザフスタンのヌルスルタン・ナザルバエフ大統領だった。コースは、Medeoスタジアムからアスタナスクウェアまでの20kmであった。聖火ランナーは80人で、金メダリストのBakhtiyar Artayev, Yermakhan Ibraimov (ボクシング), ユーリー・メルニチェンコ, Zaksylik Ushkempirov (レスリング), アナトリー・フラパティ(Anatoly Khrapaty) (重量挙げ)、カザフスタン独立後最初の金メダリストヴラジーミル・スミルノフ（クロスカントリー）は、特別な人工雪のトラックをスキーで走った。カザフスタンの有名な歌手ローザ・リムバエワは、カザフスタンについての歌を歌った。なお、ウイグル人活動家が何人か逮捕され中国へ強制送還されたという報道がある。

### トルコ
4月3日に行われたイスタンブールでの聖火リレーはスルタナメット地区からタクシム地区まで行われた。20kmのコースを80人で走り、最初のランナーはフィギュアスケートのトゥーバ・カラデミル、最後は重量挙げ金メダリストの Taner Sağırだった。
聖火リレー中、中国の東トルキスタン（現在の新疆ウイグル自治区）での人権侵害や東トルキスタン独立運動弾圧に抗議する在土ウイグル人とウイグルを支援するトルコの団体ら約200人が抗議活動を行ない、6人のウイグル人が一時拘束された。

### ロシア
4月5日に行われたサンクトペテルブルクでの聖火リレーは勝利広場から宮殿広場まで20kmのコースを80人で走った。リレー参加者はオリンピック金メダリストのリュボーフィ・エゴロワ (クロスカントリー), Viktor Zhdanovich (フェンシング), ウラジミール・サルニコフ, アレクサンドル・ポポフ, Sergey Kopliakov, Andrey Krylov (水泳), アレクサンドル・ディチャーチン (体操競技), タチアナ・カザンキナ (陸上競技), Anatoly Alyabyev (バイアスロン), エフゲニー・プルシェンコ, タチアナ・トトミアニナ, マキシム・マリニン, アントン・シハルリドゼ, アレクセイ・ウルマノフ, オクサナ・カザコワ, アルトゥール・ドミトリエフ, オレグ・ワシリエフ (フィギュアスケート), Svetlana Zhurova (スピードスケート)。他にも、フィギュアスケートの監督タマラ・モスクビナ、総合格闘技のエメリヤーエンコ・ヒョードル、極地探検家のRobert Swan、Artur Chilingarov、宇宙飛行士のワレンチナ・テレシコワ、女優のアリーサ・フレインドリフ、サッカー選手のアンドレイ・アルシャヴィンが走った。

### イギリス

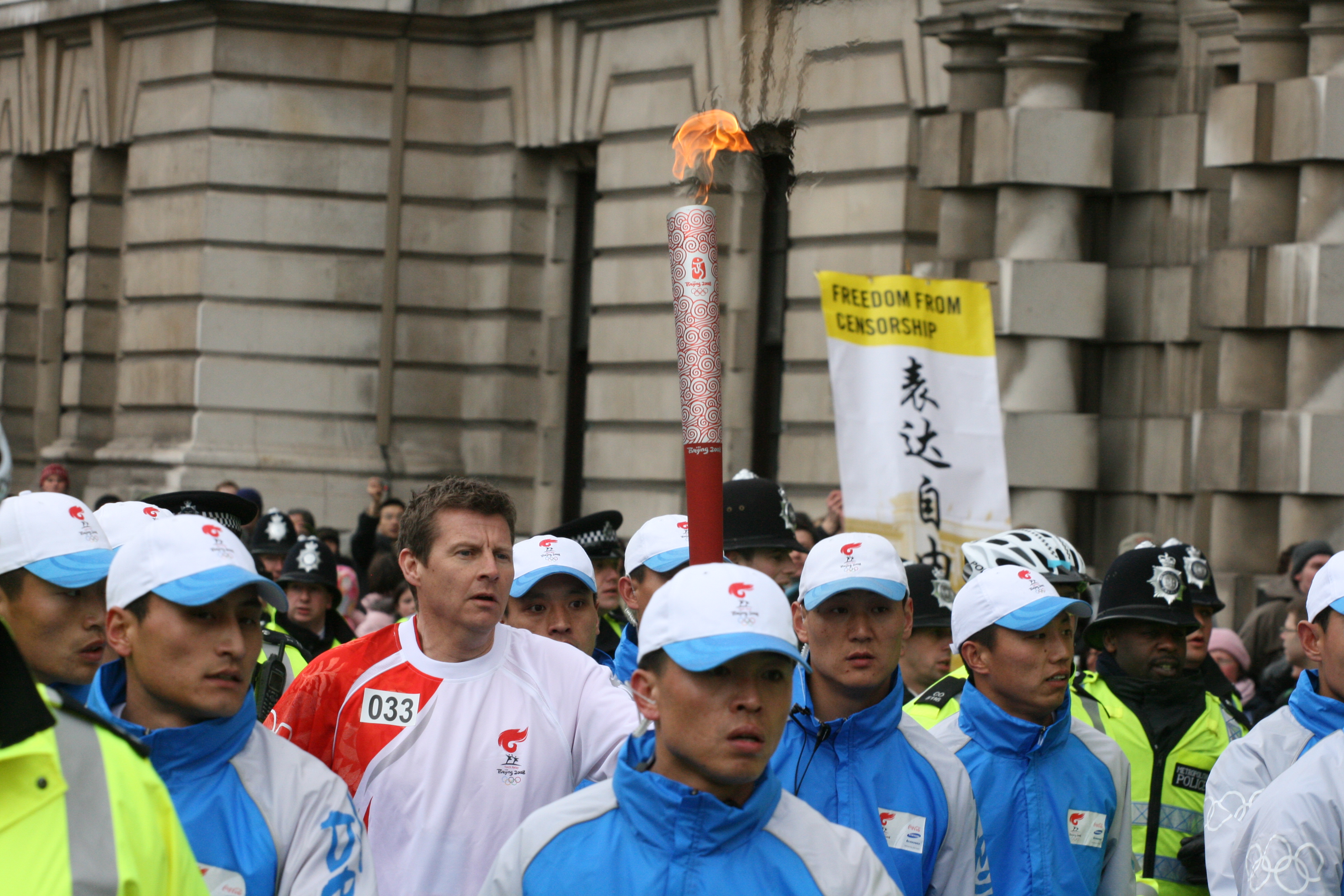
ロンドンでの聖火リレーでは、北京五輪の警備チームと警察によって非常線が張られていた。ロンドンホワイトホールにて。

4月6日に行われたロンドンでの聖火リレー。コースは、ウェンブリー・スタジアムからシティ・オブ・ロンドンを通り市東部にあるO2アリーナまで。聖火ランナーは、ケリー・ホームズ、Trevor McDonald、ヴァネッサ・メイ、Kevin Pietersen、Amara Karan他80人。48 kmのコースを7時間半かけて走った。途中、チベットの自由を求めるチベット人や人権団体の抗議に遭い、当初予定のルートが変更されたり、予定外のバスでの移動が行われたりした。ジャッキー・スミス内務大臣は、中国から派遣され聖火ランナーに随行した青いスポーツウェアの「聖火防衛隊」について公式に不快感を示した。抗議者を手荒く扱った（とみられている）中国の公式見解について、ケン・リヴィングストンロンドン市長とセバスチャン・コーロンドンオリンピック組織委員会議長は「ならず者 (thugs)」だと批判した。しかし、ロンドン側は中国の警備チームが派遣されることを事前に承認していた。市長は「我々は、これらならず者達が中国の情報機関関係者だということは知らなかった。もし知っていれば（参加を）同意しなかっただろう。」と話している。ロンドン警視庁の報告によると、聖火リレーの警備に750,000ポンドの費用がかかった。

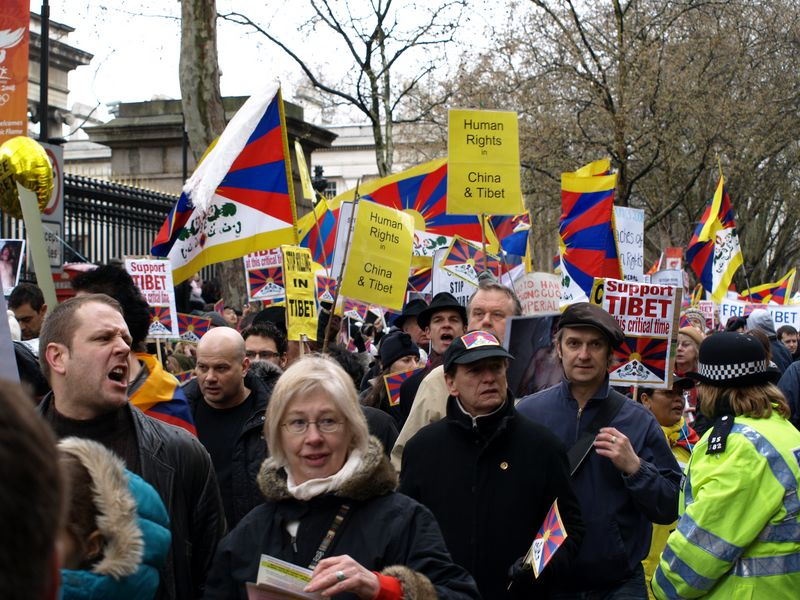
ロンドンでの聖火リレーに反対するデモ参加者ら。

80人の聖火ランナー の1番手は、スティーヴ・レッドグレーヴだった。レッドグレーヴはマスメディアに対して聖火リレーのボイコットを求める電子メールを受け取っていたと話し、「なぜ彼らがこれを問題にしてるかを見ることができた」"see why they would like to make an issue"と語った。Francesca MartinezとRichard Vaughanは聖火リレーへの参加を拒否した。また、Konnie Huqは聖火リレーへの参加はしたものの、中国の行為について反対の意を表明した。チベット支援者の下院議員Norman Bakerは、聖火ランナー全員に対して再考を求めた。支持不支持の板ばさみとなった、ゴードン・ブラウン首相はダウニング街10番地で、タッチや抱擁なしで聖火を迎えた
。ロンドンでの聖火リレーについてBBCは、"a mobile protective ring."と評した。
抗議はリレー開始後すぐに始まり、少なくとも35人が逮捕された。他の場所では消火器で聖火を消そうとする者も現れた。在英中国大使は、セキュリティーの観点から非公表で走る場所が変更されチャイナタウンを走ることになった。聖火は抗議者を避けるため、途中Fleet Streetをバスで移動した
。
中国側もチベット支援者に対抗して北京オリンピックを支持するため2000人が集結し、旗や看板を掲げた。多くの五輪支持者はトラファルガー広場に集まり、オリンピックのスローガン"One World, One Dream"を訴えた。

### フランス

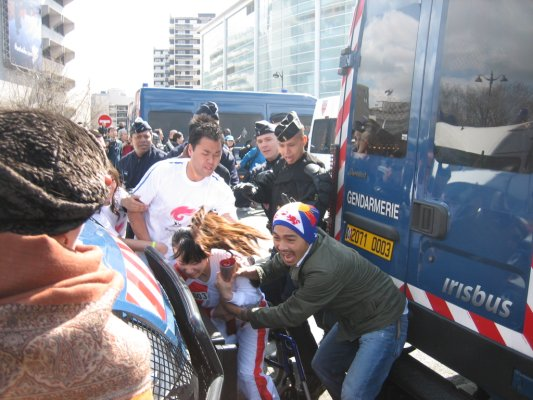
報道によるとチベット人の抗議者が車椅子フェンシングの金晶からトーチを奪い取ろうとしたところ。パリ市にて

4月7日に行われたパリでの聖火リレーのコースは、エッフェル塔の前からセバスティアン・シャルレティ競技場（en）までフランスのアスリートステファン・ディアガナが第一走者だった。他にダビド・ドゥイエ、マリー・ジョゼ・ペレク、金晶、テディ・リネール、アルノー・ディパスカル、Pi Hongyan、マリー・ピエルスが聖火ランナーとして参加した。
リレーは当初28 kmのコースを予定していたが、チベット支援者や人権擁護団体がたびたび走路妨害するなど激しい抗議行動を行ったため中国当局からの要請でコースは短縮された。パリ市役所で行われる予定だったセレモニーも中国当局の要請で中止された。さらに、本来聖火ランナーによって運ばれるはずだった聖火リレーもバスで運んで終了となった
。

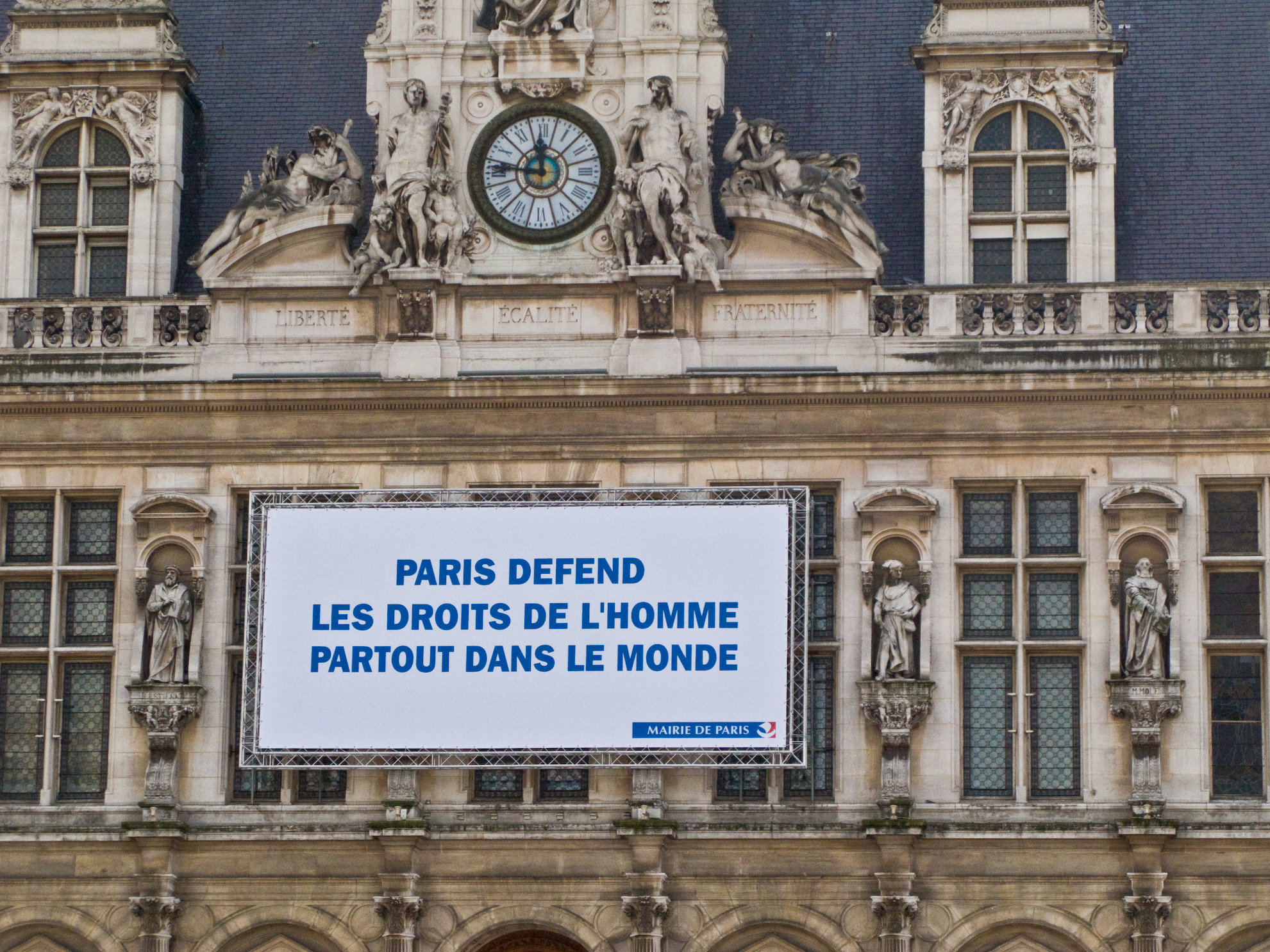
パリ市役所に掲げられる抗議の横断幕。「パリは世界中の人権を擁護する」と書かれている。

パリ市当局は、パリに聖火が到着したとき平和的な抗議行動を行う計画があることを発表した。パリ市は「全人類の人権の」大切さを啓蒙するために「パリは世界中の人権を擁護する」という横断幕を市役所に掲げた。
国境なき記者団のメンバーは、抗議のためかなりの人数が集まった。抗議の脅威の中、聖火リレーはエッフェル塔を基点にパリ市内を巡るため、推定3000人のフランス警察が警備を行った。水や消火器で聖火を消火しようと試みるなどチベット支援者による広範囲な抗議行動があったため、中国当局の要請で聖火は5回消され（パリ警察当局による）、バスで運ぶこととなった。なお、中国外務省はフランスのテレビ局France 2が中国のフレームアテンダント（聖火を管理するために聖火ランナーに伴走する者）が聖火を消しているシーンを放映した にもかかわらず、消火の事実を否定した。予備の聖火は聖火を再点火するために、常にリレーに伴った。聖火ランナーを務めたフランスの柔道家のダビド・ドゥイエは、ドゥイエがテディ・リネールに聖火を手渡そうとしたところ、中国人のフレームアテンダントに聖火を消され不快感を示した。「私は彼らが何もかもを恐れていたと思います。しかしこのような行為は不快です。聖火に危険はなかったにもかかわらず、彼らはそれを承知で聖火を消しました。私はなぜ彼らがこのようなことをしたのか分からなかったのです」と話した。
パリの聖火リレー第三走者の金晶も、障害を持つため車椅子で聖火を運んだ。金晶の番のとき、チベット支援者と思われる正体不明の抗議者が金晶に数回襲い掛かった In interviews, Jin Jing said that she was "tugged at, scratched" and "kicked",。このとき金晶は「そのとき痛みは感じなかったです」と語り、中国メディアから賞賛を受けた。しかし、後に発言によって一転して非難の対象となっている、と一部で報道された。中国政府は「中国はフランスをとても尊敬している。しかしパリは自らの顔を汚した。」と言った。パリ市役所で緑の党関係者によってチベットの旗が振られるなか、中国当局は聖火リレーのセレモニーを中止した。

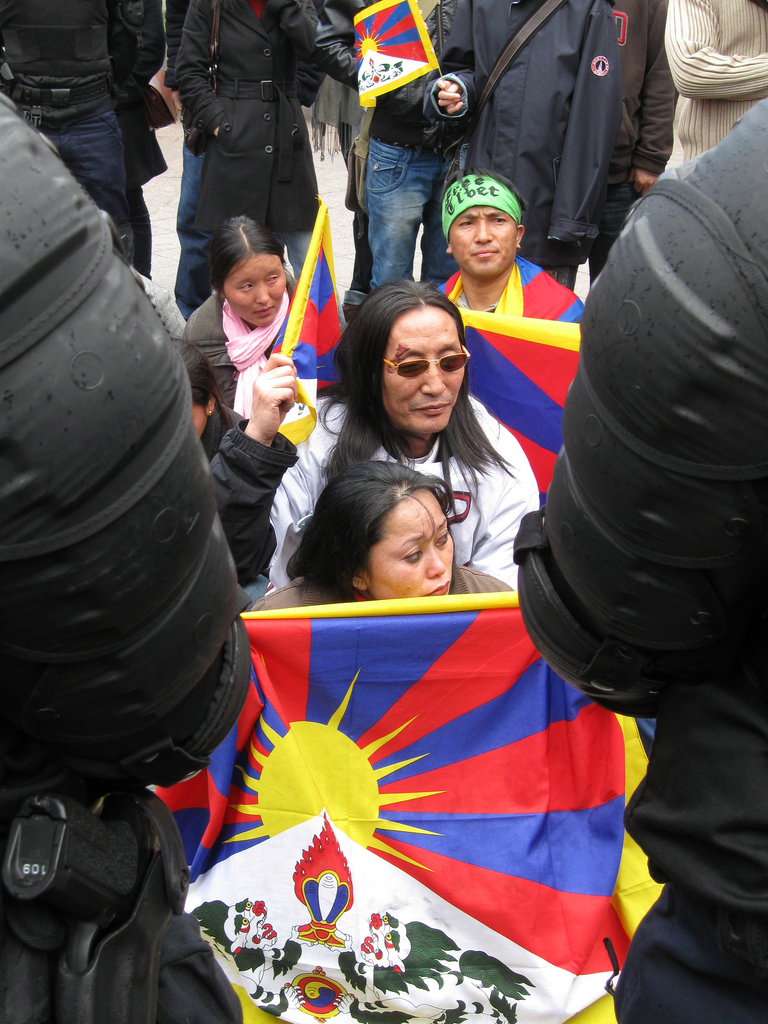
憲兵の非常線によって端に追いやられたチベット支援者。パリ市役所にて。

国境なき記者団は、エッフェル塔やノートルダム大聖堂に抗議の横断幕を掲げるなどシンボル的な組織的抗議を行った。
数百人のチベット支援者はシャイヨ宮に集まり、横断幕やチベットの旗を掲げた。平和的な抗議をするため聖火には近づかなかった。メディアで「中国には言論の自由がない」ことを話したジェーン・バーキンもそのうちの一人だった
。また、在仏チベットコミュニティのトゥプテン・ギャツォ理事（Thupten Gyatso）は、デモに参加するチベット支援者に対して「穏やかで、非暴力的で、平和的にしてください」と訴えた。
フランスの議員やその他政治家も抗議活動を行った。すべての議会政党―国民運動連合、社会党、新中道、フランス共産党、民主運動、緑の党―は、下院（国民議会）の一時中断を共同で申し入れ認められた。それで、下院議員は外に出て「中国は人権を尊重しろ」という横断幕を掲げることができた。バスに乗せられた聖火は「チベットに自由を」と叫んでいる下院議員らの横を通り過ぎた。
フランス警察はイベントを取り仕切り、また抗議者からチベットの旗を奪ったりしたため非難された。『リベラシオン』は、「警察は中国人にだけ表現の自由を与えた。チベットの旗を振ることはトロカデロの至る所で禁止されていた」と報じた。ミシェル・アリヨ＝マリー内務大臣は、後に彼らはそのようには命じられておらず、彼ら自身の考えに従って行動したと述べた。France 2のカメラマンは警官に殴られ、失神、病院に運ばれた。

### アメリカ合衆国
4月9日に行われたサンフランシスコでの聖火リレーは、走るまでコースについての公式発表はなかった。スタートは、McCovey Coveだった。そこでアメリカオリンピック委員会のNorman Bellinghamが、聖火リレー第一走者の林莉（バルセロナオリンピック200m個人メドレーの中国人金メダリスト）にトーチを渡した。Justin Herman Plazaで予定されていた閉会式は中止された。代わりに、サンフランシスコ国際空港で式典が行われ聖火はブエノスアイレスへ旅立った。ルートを変えたことにより、中国の応援団と抗議者たちは聖火リレーを見られなかった。閉会式がJustin Herman Plazaで行われないことを知った人々は憤慨した。1人のデモ参加者は、コース変更は“予定されていた全ての組織的な抗議行動を阻止するため”の努力だったと語った。サンフランシスコ市議会の議長Aaron Peskin（Gavin Newsom市長の批判者）は、「驚くべき金の影響のための、ブッシュ政権と中国政府を喜ばせるためのシニカルな計画だ」 と語った。一方Newsom市長は「皆の一番の関心事」だと思うと語り、またルート変更にもかかわらず「トーチを支持したり抗議する権利が与えられた」と信じていると語った。Peter Ueberrothアメリカ合衆国オリンピック委員会委員長は、ルート変更を称賛し「サンフランシスコ市は、グローバルな観点からみて、拍手喝采を受けるだろう。」と語った。
CBS、NBCの生中継の映像を見る限り、突然やってきた聖火を見た人は驚き声援を送っていた。このイベントによる市の支出は72万6407ドル75セントだったと報告されている。このうち半分近くは個人からの募金で賄われた。Gavin Newsom市長は、「大量逮捕によるコスト増大は、警察当局との協議しルートを変えたことで避けられた。」と語った。

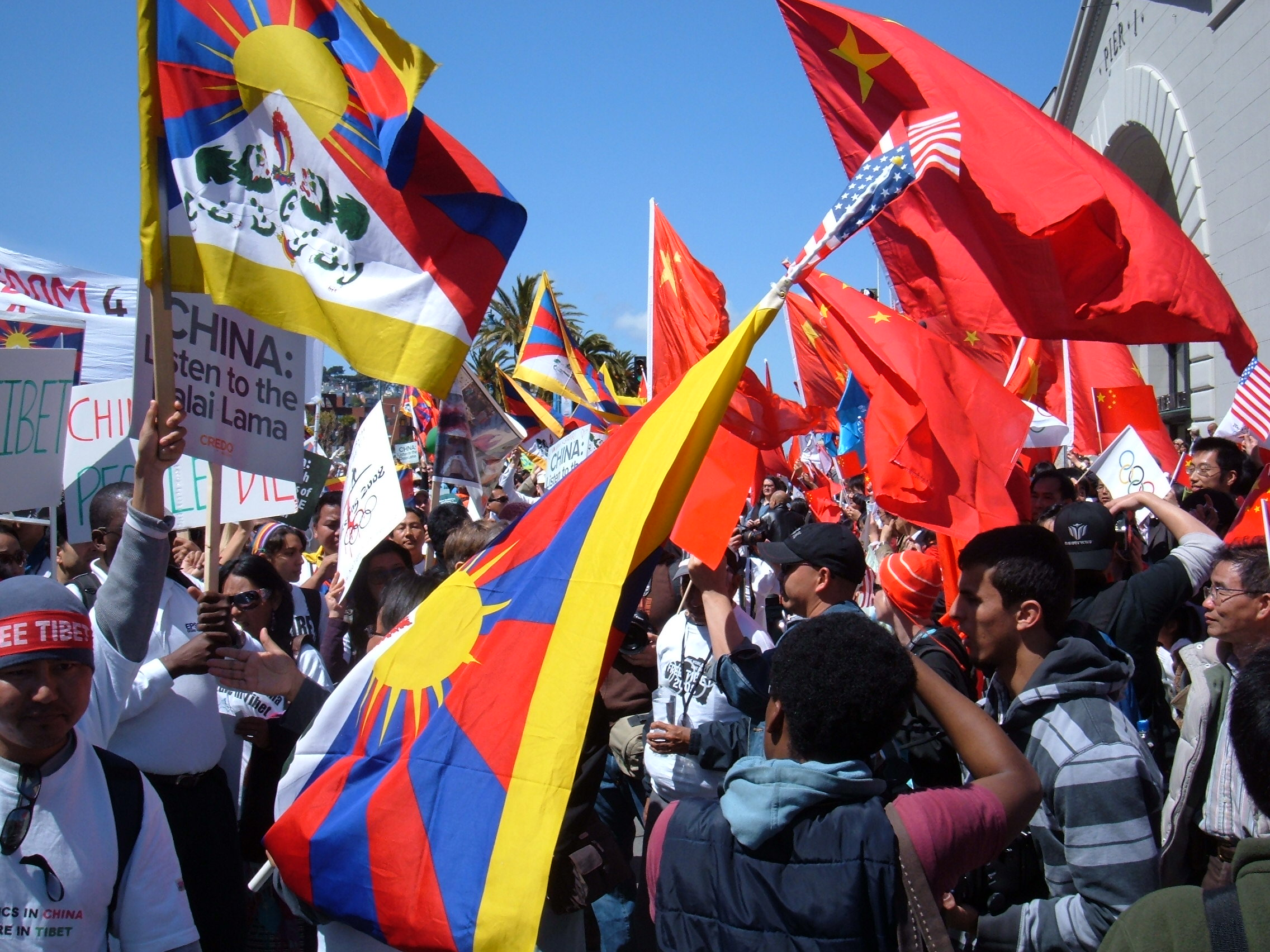
チベット支援グループと中国応援グループの接触。The Embarcaderoの北にて。

2008年4月1日、サンフランシスコ議会は中国の人権問題についての懸念を示す決議を可決した。決議は、「中国がサンフランシスコ市民を含む国際社会と過去に真剣に約束した、中国と占領しているチベットでとても酷く現在も進行している人権侵害を止めるという約束を履行しないことについて、警鐘と抗議」をもって聖火を迎えるという内容だった。4月7日にはチベット支援者らによるデモが行なわれた。
4月8日、俳優のリチャード・ギアとデズモンド・ムピロ・ツツ大主教を含む抗議集会が、市の国連プラザで行なわれ、2000人が参加し各国の首脳に対して五輪の開会式ボイコットを呼びかけた。他にも約800人が市内の広場から中国領事館に向けて行進し、領事館周辺にて抗議活動を行なった。また抗議集会では中国国旗を焼く行為もあった。
チベット、ダルフールそして法輪功の一部擁護団体は4月9日サンフランシスコに聖火が到着したとき抗議することを計画していた。中国側は既にサンフランシスコでの聖火リレーのコース短縮を求めていた。4月7日、チベットの旗を持った活動家が、ゴールデンゲートブリッジのケーブルに登り"One World, One Dream. Free Tibet"と"Free Tibet '08"というスローガンの書かれた横断幕を掲げた。彼らのうち、サンフランシスコの住民は携帯電話で地元テレビ局KPIX-CBS5へ電話をかけ、国際オリンピック委員会に対し聖火リレーをチベットでやらないよう中国に呼びかけるよう強く要請した。この住民は、「聖火リレーをチベットを聖火リレーを行うで、より多くの逮捕者を出し、中国当局が異を唱えるものに対して武力を使うことを心配している。」と語った。3人の活動家と5人の支援者は不法侵入などで逮捕された。
聖火はAT&Tパークを午後1時17分(PDT)ごろに灯された。コースは中国とアメリカのオリンピック当局によって短縮された。第一走者が埠頭の倉庫に消え、30分ほど留まったためリレーは混乱した。
数千の中国応援団（その多くが中国領事館によってバスで連れてこられたという）とチベットとダルフールの支援者が衝突した。非中国人デモ参加者は怒った群衆に圧倒され、負けていたと報告されている。午後2時(PDT)、聖火はスタジアムから3km離れたVan Ness通りで再び現れた。テレビ報道は、聖火が制服警官と警察のバイクに囲まれている様子を映し出した。2人の聖火ランナーは、オリンピックの警備員に守られながらトラックの後ろをゆっくり走った。
リレーの出発地点には70人以上の警官と約2000人で大半がロンドンやパリのリレー妨害を批判するプラカードや中国国旗・アメリカ国旗を持った中国支持派であった。
聖火リレーの最中、2人の聖火ランナー、Sustainable Development for the Bay Area Councilの副会長でありPartnerships For Changeのディレクターの車椅子に乗ったAndrew Michaelと環境保護活動家であるMajora Carterが抗議としてチベットの旗を見せたことが原因で、聖火リレーから追放された。Justin Herman Plazaでの閉会式は、会場に押し寄せた大勢の抗議者を避けるために中止された。聖火リレーはサンフランシスコのMarina Districtを通る一帯で終了し、バスでサンフランシスコ国際空港に直行、空港でメディアの届かぬよう仮の閉会式をすることになった。San Jose Mercury Newsは「裏切り」を"a game of Where's Waldo, played against the landscape of a lovely city." と表現した。
IOCのジャック・ロゲ会長は、サンフランシスコでの聖火リレーは「幸いなことに」ロンドンやパリのリレー区間を台無しにした多くの妨害を回避することができたが「しかし、我々が願っていたような喜ばしいパーティーではなかった。」 と発言した。

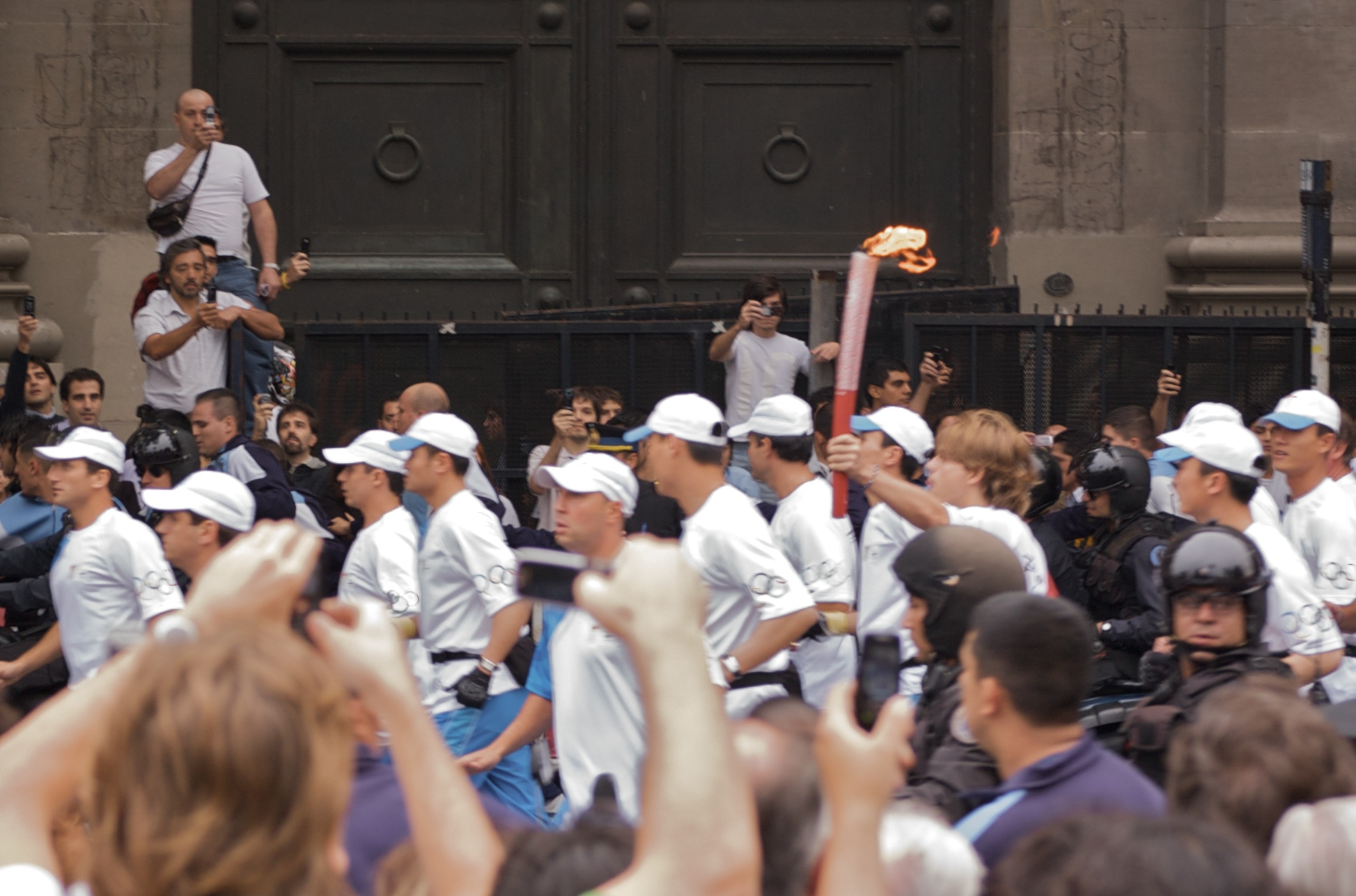
The torch at Buenos Aires

### アルゼンチン
アルゼンチンの聖火リレーは首都のブエノスアイレスで4月11日の午後（日本時間では4月12日早朝）に行なわれた。アルゼンチンの聖火リレーは中南米では唯一の聖火リレーであった。ブエノスアイレス側の対策は「抗議の場を与える」であった。当日の聖火リレー前には北京五輪に抗議する約200人が「人権聖火」を掲げ、約1kmの距離でブエノスアイレス中心部を行進した。参加者は「かつて軍政の弾圧で多数の犠牲を出したアルゼンチンこそ、人権を重視すべきだ」などと訴えた。一方のアルゼンチンに在住する在爾中国人は「中国は一つ」と連呼し、国旗を振ったり国歌を 合唱したりして人権団体に詰め寄った。リレーは13.8kmの距離で走者は80人（当初の第1走者に予定されていた元サッカーアルゼンチン代表のマラドーナは姿を現さわず、滞在先のメキシコに留まったとみられている）5700人の警官による厳重警備が行なわれ、走者の周りを中国から派遣された聖火防衛隊が囲み、重装備の警官が乗った小型車両も伴走し、その脇を警察学校の学生が手を組んで走り、押しくらまんじゅうのように沿道の市民を制止し、聖火リレーに反対する人々は聖火に向かって水風船を投げ付ける一幕もあった。抗議活動を行なった国際人権団体「フリー・チベット運動」アルゼンチン支部のホルヘ・カルカバージョ代表は、「人権弾圧に抗議する以上、平和的に行わなくては、人々の心に響かない。その意味では、これまでのどの抗議よりも成果はあったと思う」と話していた

### タンザニア
4月13日のダルエスサラームでの聖火リレーは、北京五輪の聖火リレーで唯一アフリカで行われ、そして五輪聖火リレー史上初めてアフリカで行われた聖火リレーだった。リレーは5kmの距離で行われ、トーチはAli Mohamed Shein副大統領によって点火され、John Stephen Akhwari、ドカス・インジクル、Anna Tibaijukaを含む聖火ランナーによってリレーされた。約1000人の人々がオリンピックの旗を持ってリレーを追いかけてた。チベットでの人権侵害に対する抗議の唯一の有名な事例としては、ノーベル平和賞受賞者のワンガリ・マータイがリレー参加を辞退したことである。

### オマーン
4月14日、中東における唯一のリレー地点となったマスカットを聖火が通過した。聖火リレーは20キロメートルにわたって行われた。聖火ランナーは、北京パラリンピックのオマーン代表であるRahma Marhoonである。オマーンが聖火リレーの通過地点となったのはこれが初めてである。なお、抗議行動などは報告されていない。

### パキスタン
4月16日、オリンピック聖火はイスラマバードに到着した。聖火リレーの開会式ではパルヴェーズ・ムシャラフムシャラフ大統領とユサフ・ギラニ首相が演説した。最初の聖火ランナーはen:Samiullah Khan、最後のランナーはジャハーンギール・カーンだった。警備は厳しく、ある新聞はオリンピック聖火リレーのなかで「最も神経質な区間」だったと評した。聖火はまず、イスラマバード周囲に運ばれると思われていた。しかし、「テロの脅威と反中抗議」による安全の懸念と、リレーの全行程は中止された。聖火は代わりにJinnahスタジアムに運ばれ式が行われた。激しい抗議と爆弾テロを恐れ、聖火リレーは何千人もの警官と兵士が警護する中、密室のスタジアム内で行われた。結果、事件は起こらなかった。

### インド
チベット支援者の抗議活動の懸念があったため、ニューデリーで4月17日に行われたリレーは短縮され、2.3kmを70人のランナーで走ることになった。リレーはインド門で終わった。このリレーは、市民の参加が許されなかったため平和的に行われた。この聖火リレーはキラン・ベディ、Soha Ali Khan、サチン・テンドルカール、バイチュン・ブティア、Sunil Gavaskarら5人が辞退している。ブティアは、「チベットと彼らの闘いを支持する」と明言し、他の4人は「個人的事情」だとした。ブティアは、チベットに近いシッキム州出身のサッカーナショナルチームキャプテンで、聖火リレーを拒否した最初のスポーツ選手である。インドの映画スターアーミル・カーンも自身のブログで「オリンピックは中国のものではない。」と述べ、「チベットや世界中全ての人権弾圧の被害者たちに心から祈りをささげる。」と述べた上で、聖火リレーへの参加を決めた。
ラジーヴ・ガンディー元首相の息子であるラーフル・ガンディーは、聖火リレーを拒否した。
抗議への警戒で、インド当局はニューデリーでのリレーコース短縮を決め、テロリストの標的となりやすい共和国建国記念日の祝賀行事並の警備を行った。中国の情報部が予測したリレーコースの弱点は、在中インド大使Nirupama Senに伝えられた。インドのメディアは、大使（優秀な女性外交官）が現地時間午前2時に外務省に呼び出されたというニュースに対して怒りを示した。しかし、このニュースはデリーの匿名の情報源によって否定された。Kamal Nath通商大臣と中国がともに否定したが、Nath通商大臣が中国に抗議して訪中をキャンセルしたとインドメディアは報じた。中国は、インドの15万人ものチベット亡命コミュニティを排除し聖火リレーを「清潔に」行うためリレーのルートから3km以内で集会を行うことを禁じるようインドに要請したが、インド側はその要求を「インドは民主国家だ」と断固拒否した。そのほかいくつかの報道を否定して、インド当局はOlympic Holy Flame Protection Unitも拒絶した。これらのことで中印関係は悪化した。一方、インドに拠点を置くチベット亡命政府は、オリンピック聖火リレーの混乱を支持しないと述べた。有名なインドの社会活動家で元インド警察役員のキラン・ベディも「私は『かごの中の女性』として走りたくないと思ってます。」と参加を拒否した。4月15日、ボリウッドの女優Soha Ali Khanは「非常に個人的な理由」で聖火リレーから手を引いた。4月16日、「中国のチベット弾圧に抗議する」とデリーで抗議デモが発生したが、警察によって解散させられた。

### タイ
4月18日に行われたバンコクでの聖火リレーでは、この聖火リレーはタイでは初めての五輪聖火リレーだった。リレーはバンコクのチャイナタウンを含む10kmで行われ、聖火は民主主義記念碑、チットラダー宮殿、その他いくつかの市の名所を巡った。聖火ランナーにはSanan Kajornprasart副首相、タイの5人のオリンピック金メダリストManus Boonjumnong, Somluck Kamsing, Udomporn Polsak, Vijan Polnlid、Pawina Thongsukが含まれていた。Narisa Chakrabongse、グリーンワールド基金のNarisa Chakrabongse議長は、中国のチベットでの振舞いに抗議するため聖火リレーを辞退した。オリンピック支持者と一緒に数百人の抗議者が存在した。タイ当局は、外国人の抗議者を逮捕して、タイから永久追放すると脅した。タイの人権保護団体の連合は、「小さなデモンストレーション」を組織すると発表した。そして、数百人の抗議者は本当に参加し、北京支持者と対峙した。バンコクでは、中国人留学生がメディアに対して中国大使館が彼らを移送し、シャツと水を提供したと語った。

### マレーシア
4月21日に行われたマレーシアの首都のクアラルンプールでの聖火リレー。16.5kmにわたる聖火リレーは歴史的な独立広場から始まり、いくつかの都市のランドマークの前を通ってペトロナスツインタワーで終えた。マレーシア警察の特別活動機動隊(Special Action Squad)から派遣された1000人のチームでイベントと聖火ランナーを警備した。聖火ランナーは80人、企業関係者や、スポーツ関係者、スポーツ組織の後援者で構成されていた。Cheah Soon Kit、Yap Kim Hock、Nicol Davidも含まれていた。マレーシアで聖火リレーが開かれたのは、1964年に開催された東京オリンピック以来だった。クアラルンプールでは、当日抗議が予想された。リレーの数日前、法輪功の支持者が在マレーシア中国大使館前で抗議デモを行っていた。そのためリレー当日は、約1000人の特別活動機動隊が配置されることになった。5歳児を連れたマレーシアで在住権を持つ日本人の家族がチベットの旗を広げようとしたところ、中国人の集団が彼らを取り囲んで彼らを棒で殴った。そして中国人の集団は「チベットや台湾はわが国に属する！」と叫んだ。この日本人家族はマレーシア当局に保護された。さらに中国人のボランティアが、リレーに抗議していた2人のマレーシア人からプラカードを取り上げ、うち1人の頭を殴った。

### インドネシア
4月22日に行われたジャカルタでの聖火リレーでは、聖火ランナーにはスポーツ選手のタウフィック・ヒダヤット、スシ・スサンティ、アラン・ブディクスマ、そしてジャカルタのFauzi Bowo知事が含まれていた。本来のリレーは、ジャカルタを通る20kmのコースだったが「安全性の懸念」のため中国大使館の要請により中止された。代わりにトーチは市のメインスタジアム周辺に運ばれた。数十人のチベット支援派の抗議者らは、スタジアム周辺に集結した。しかし、警察によって解散させられた。イベントは、メインスタジアム周辺の通りで開催された。スタジアムへの入場を許されたのは招待された者と報道関係者のみだったため、スタジアム周囲では抗議が発生した。

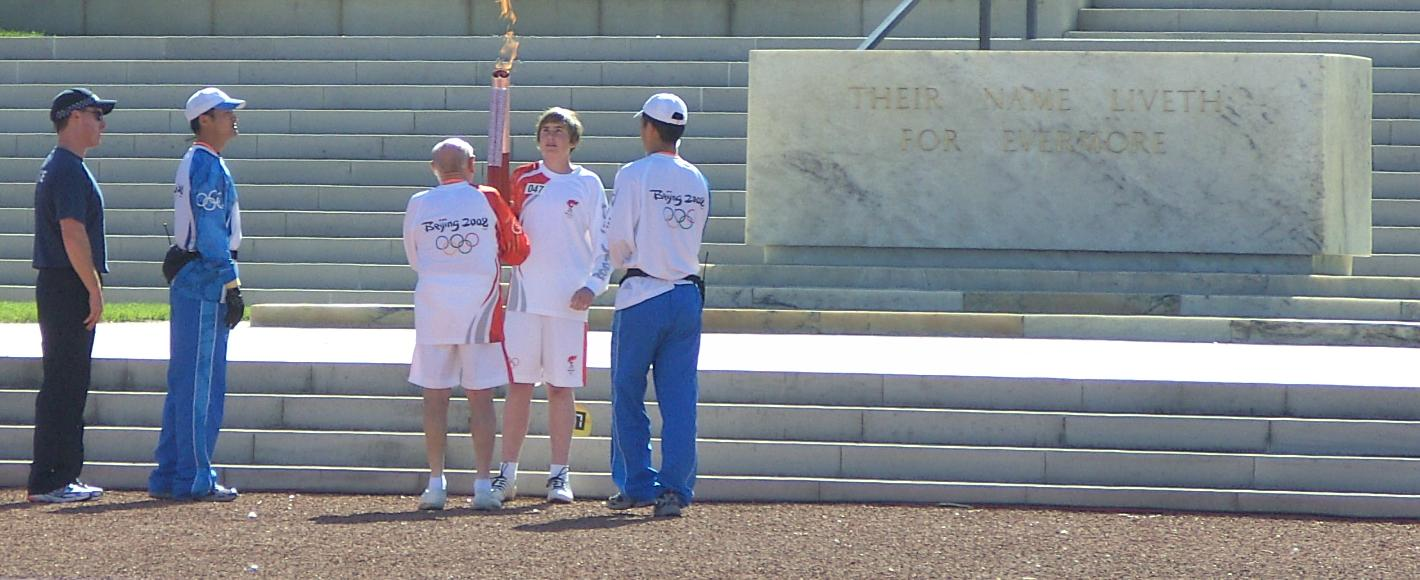
Lifetime Olympic official, 92-year-old Julius (Judy) Patching, hands over to Jake Warcaba at the Stone of Remembrance, Canberra. Two Chinese flame attendants stand either side, assisting the two runners. A policeman stands to the left.

### オーストラリア
4月24日に行われたオーストラリアの首都キャンベラでの聖火リレーでは、現地の中国系住民は学生組織のサイトなどで聖火の防衛を呼びかけ、独自の「聖火防衛隊」が結成され4月13日には約3000人の在豪中国人による、聖火リレー支持のデモ行進が行なわれた。一方のチベット支援者は4月23日にシドニーのハーバーブリッジにて、レーザー光線を使い中国政府への抗議メッセージを投影したり、ハンガーストライキをしながら、キャンベラまでの70kmのデモ行進をした。聖火リレー当日、在豪中国人は中国大使館が用意した直行バスでキャンベラに向かい、会場には数千人（1万人を超えたとも）の中国人と約2000人のチベット支援者で埋め尽くされた。聖火リレーは16kmの距離で行なわれ、警備の警察官は数百人が動員された。リレー開始前には、中国の音楽やオーストラリアの先住民アボリジニによる演奏が行われ、在豪中国人が「一つの中国」のスローガンを唱える姿が見られた。またチベット支援者と在豪中国人の間では衝突も起き、少なくとも7人が逮捕された。また後に「聖火リレーでは中国の暴徒にやりたい放題にさせた」とケビン・ラッド首相（当時）とオーストラリア労働党の対中路線への批判が行なわれた。

### 日本

#### コース選定・当日までの状況
長野市は長野オリンピックの開催地だった（1998年2月7日 - 2月22日）。
2008年4月20日朝、本堂に落書きがあったとして警備担当の僧侶が長野県警へ 通報を行った。善光寺の本堂は1707年に再建された国宝であり、通報した善光寺によれば白いスプレーのようなものでの落書きによる破壊行為は本堂回廊の北側に5ヶ所、西側に2ヶ所あった。新たなスタート地点は長野市の聖火リレー実行委員会によって変更され、県の勤労者福祉センター跡地となった。
2008年4月24日、ウィキペディア日本語版の長野駅のページと北京オリンピックのページに聖火リレー当日の長野駅への爆破予告が書き込まれ、インターネット上のニュース や同年4月25日の読売新聞の夕刊にて報道された。
中国側は当初、各国において聖火を護衛した人民武装警察所属と見られる”青い服の集団”を日本にも同行させる意向を示していたものの、日本政府側は「国家主権」と「法治国家」を名目に拒否する意向を表明し、最終的に少人数の護衛のみを同伴させることに合意した。

#### 当日の情勢、デモ隊による抗議活動、レースの妨害
4月26日の聖火リレー当日、警備に当たる警察は在日中国人留学生組織「学友会」が約2,000人の留学生を長野市に動員するとの情報を元に警備計画を練っていたが、実際に集まった中国人学生たちの総数は4,000人を超えてリレーが行われる沿道が埋め尽くされるほどだった。これにより「学友会」が用意したTシャツは2,000枚ほど不足した。この動員は、駐日本国中華人民共和国大使館も支援しており、留学生への参加注意とマニュアル、巨大な中国国旗、手持ち用の小旗などが配布され、中国のイメージを崩さない注意や警察官への対応、集団行動に関する方法等も示されていた。
また、中国人ジャーナリストの徐静波が多くの在日中国人を集めるのを主導したとされ、5月に訪日した胡錦濤総書記は徐静波と会見し、「祖国はあなた方の貢献を決して忘れない」とねぎらった。
警察は中国からの独立を目指していたり中国からの侵略の脅威に脅かされている地域や国の支援者による聖火リレーに対する妨害行為を警戒して、沿道の数メートルおきに約3,000人の警官を配置するという厳戒状態をとり、動員された多数の中国人留学生グループもこれに呼応するように沿道を埋め尽くすように待機した。出発式会場の「県勤労者福祉センター跡地」と休憩地の「エムウェーブ」は関係者以外の日本人が立ち入り禁止とされ、到着式を行った「若里公園」も式典エリアへの立ち入りを制限された。しかし聖火リレーを「護衛」する中国人留学生達は入場を認められた。
また当日の長野では中国人留学生の他に中国国旗・オリンピック旗などで埋め尽くされた、またチベットなど中国に反対する勢力の旗も一部に見られた。
19番目の走者となった卓球の福原愛が走行中のときにはチベット国旗を持った台湾籍チベット人の男が「FREE TIBET!」と絶叫しながら乱入したが、すぐに併走していた警官数人によって取り押さえられ逮捕された。また、11時10分頃には生卵を投げつけた日本人の男が威力業務妨害容疑で逮捕された。

### 韓国

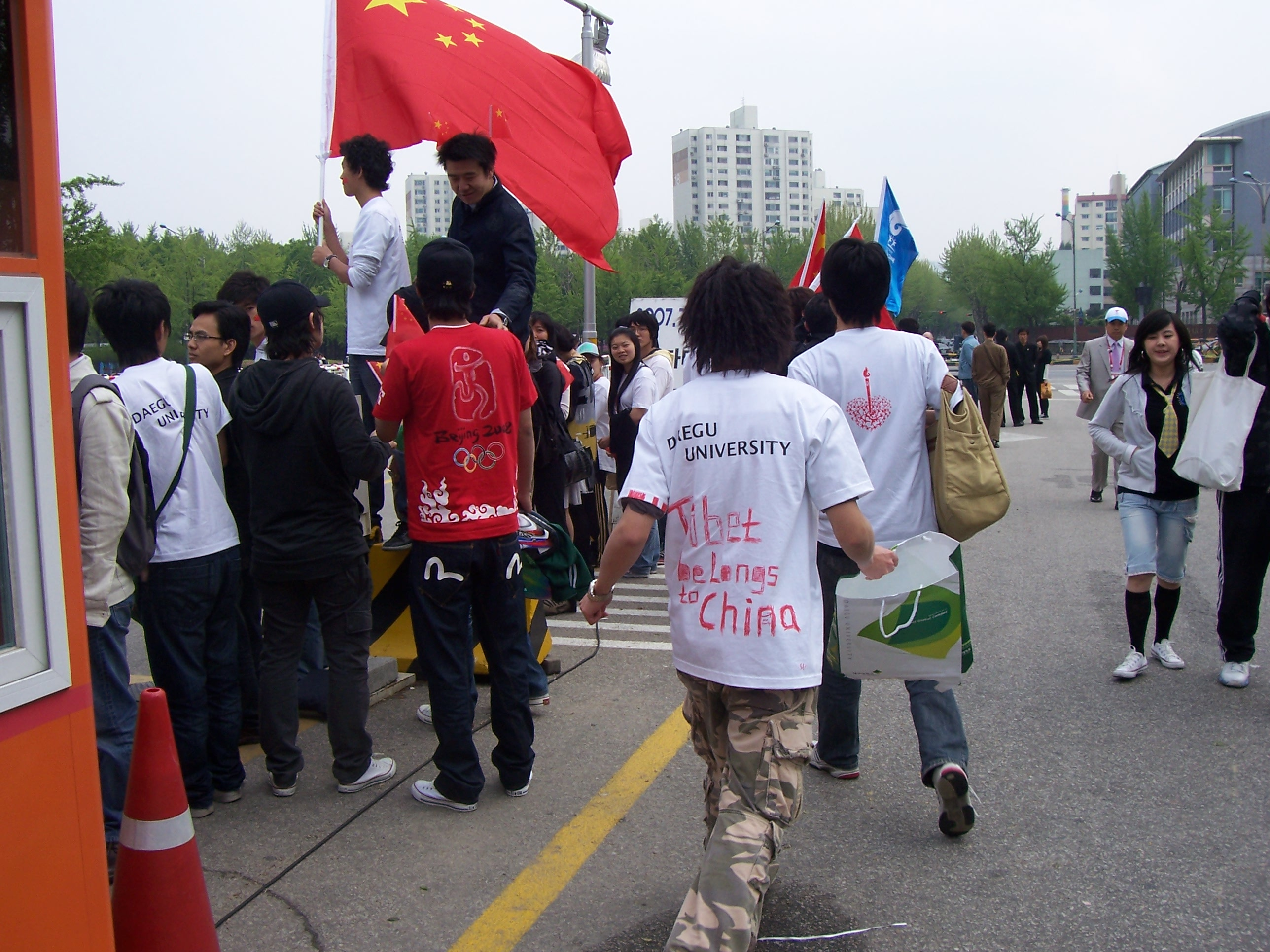
大邱大学校のシャツに「チベットは中国のものだ (Tibet belongs to China)」と英語で書き記して着ている若者。ソウルのリレー会場にて。

韓国の聖火リレーは4月27日にソウル南部にある、オリンピック公園から22kmの区間で2km短縮されて行なわれた。
現地ではチベット支援者と北朝鮮の脱北者強制送還に抗議する市民団体や人権活動家ら約300人が集まった。（以下、こちら側を韓国側と表記する）一方の在韓中国人をはじめとする中国支援側（以下、こちらを中国側と表記する）は6000人〜10000人と数で圧倒し会場周辺や沿道は中国国旗で埋め尽くされた、なお中国側には中国の航空会社に勤める韓国人の客室乗務員もいた。
警察官は厳戒態勢で8000人〜9000人が動員され、約60人〜140人の警察官がランナーの周囲を警備した。また聖火リレー前から韓国側と中国側の間では小競り合いになったりしていた。午後2時（※日本と韓国の間には時差はない）聖火リレーが始まるとスタート地点では脱北者の強制送還に抗議する韓国側に対して、中国側がペットボトルや石・木片・缶・工具・鉄パイプなどを投げつけ、韓国側も応戦する形となり、止めに入った警察官を挟んでの物の投げ合いとなり、韓国市民団体の関係者・警察官・取材中のカメラマンが負傷した。
他にも少数の韓国側を中国側が大勢で囲んだり、チベット支援者をホテルまで追いかけ暴行し、止めに入った機動隊員を傘などで殴り負傷させたりした。2時55分頃、地下鉄の駅長を務めるランナーが走り出した際に市民団体所属で脱北者の男1人が飛び出し、警察官に取り押さえられ逮捕された。3時35分頃、北朝鮮の脱北者強制送還に抗議する人権団体の男2人がシンナーを撒いてコース上に火をつけようとして警察に逮捕された（焼身自殺を図ったとする報道もある）。最終的に逮捕者は5人となった。
後に中国人が韓国人を暴行したと報道され、一部の在韓中国人が暴行で逮捕されたり韓国政府が中国の在韓大使を呼びつけ抗議するまでに至った。その後の韓国国内では反中感情が噴出し、オリンピックのボイコットも論じられた。一方の中国の新聞社では「韓国メディアが中国人の過激行為をオーバーに報道した」と反論が掲載された。

### ベトナム
ベトナムの聖火リレーは中国本土以外では最後の聖火リレーで、ホーチミンで10kmの距離で4月29日の夜間に行なわれた。トップランナーはグエン・ティ・トウ・ハ（ホーチミン市副市長）・ラストランナーは胡乾文（駐越中国大使）が行なった。ランナーの周りを警察車両などが取り囲む厳戒態勢の中での開催となったが、目立った妨害行為などもなく、数千人の観衆に見守られながら終了した。

### 香港
香港の聖火リレーは中国領内最初の聖火リレーで5月2日に行なわれた。聖火リレー前には中国国旗がサッカーワールドカップ以上の大量購入がなされた。スポーツ選手や人気タレントなど120人（ランナーの1人は飛行機の遅延により欠席）が走り、
リレーの出発地点近辺には、五輪開催を支持する中国人学生などが大勢集まり中国国旗と香港の旗により、周辺は真っ赤に染まった。また中国の人権問題改善を訴える抗議者もいたが、声は中国人学生らの国歌などで打ち消され、チベット支援者の男性が見物人たちに小突かれた上「裏切り者」などと愚弄されたりした。他にも中国政府のチベット政策を批判する活動家8人の身柄を一時拘束するなど混乱が続いた。

### マカオ

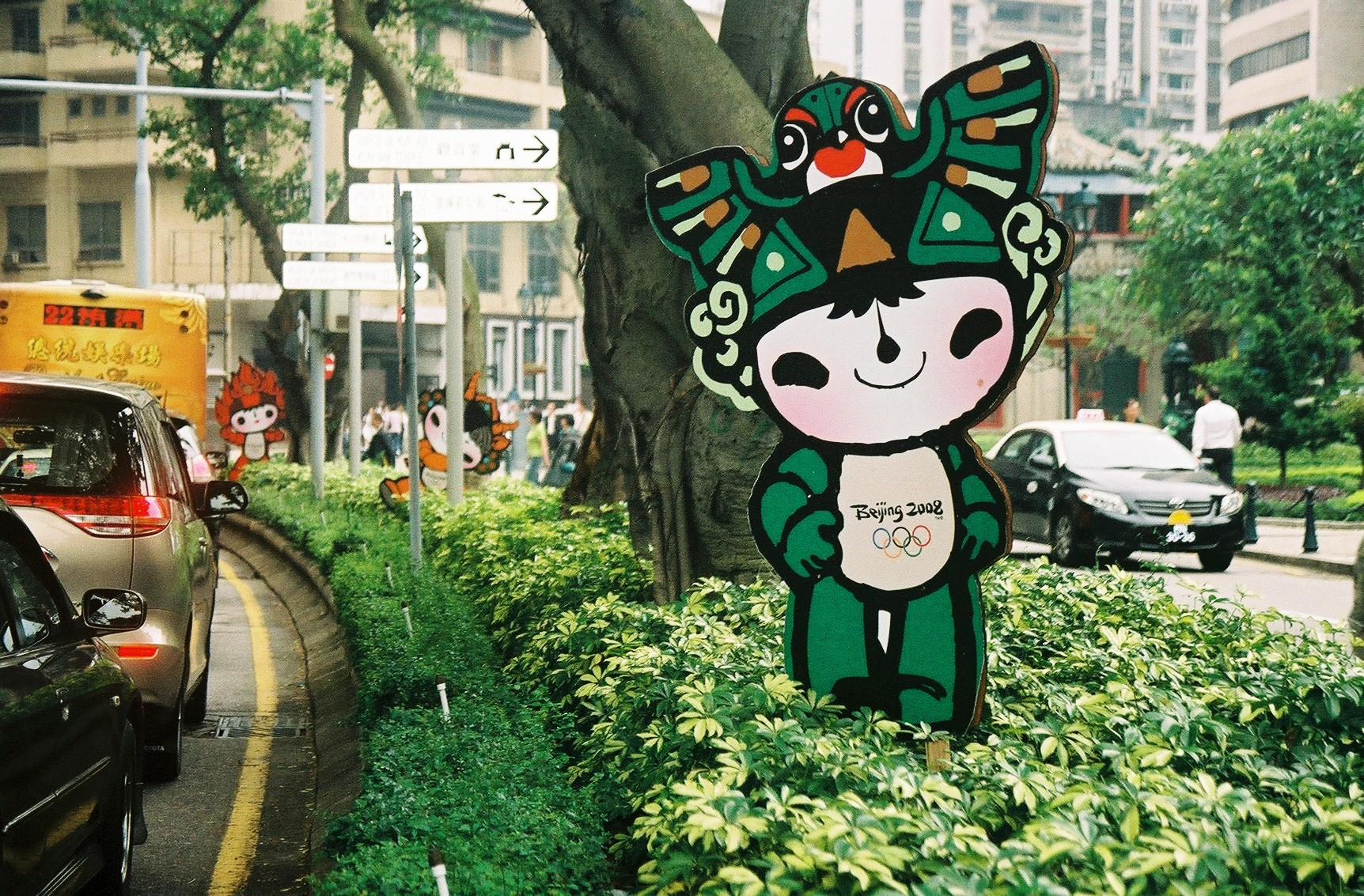
リレーコースに設置された福娃。

5月3日に行われたマカオでの聖火リレー。オリンピック聖火は初めてマカオにやってきた。開会式はマカオ・フィッシャーマンズ・ワーフで開催された。その後、聖火はマカオのいくつかの名所（媽閣廟、マカオ・タワー、嘉楽庇総督大橋、西湾大橋、マカオ・カルチャーセンター、マカオ・スタジアム）を回り、フィッシャーマンズ・ワーフに戻り閉会式を行った。聖ポール天主堂跡、タイパ島周囲では、サポータが殺到して通りが狭くなったためコースが短縮された。聖火リレーには、ギャンブルの帝王スタンレー・ホーを含む120人が参加した。Leong Hong Manが最初のランナーでLeong Heng Tengが最後のランナーだった。澳門日報は、聖火ランナーのリストはマカオ人を完全に網羅できておらず、聖火ランナーにはアスリートではない者が含まれすぎていると批判した（幾人かは、他のスポーツイベントで既に聖火ランナーを務めたことがあった）。

### 中国本土
四川大地震の影響で一部計画が変更され、震災最大の被災地の綿陽市では本来は外で聖火リレーをするはずが避難場所になった体育館内部でのみの聖火リレーとなった。

### エベレスト登頂
聖火リレーの一環としてエベレスト登頂が計画され、中国側からアタック、成功を収めた。
ピークハント（頂上制覇）を行う最終メンバーには対内外を考慮してチベット族を含むチームが選ばれた。
これに先立ってエベレストへの中国側からの登頂の禁止が通達、その後アタック日が近づくにつれ警備は厳重を増し最終的には山中に銃を携帯した兵士や武装ヘリが駐屯した。入山していた各国の登山隊に対し、BCより上部の尾根への入山禁止・撮影禁止という前代未聞の事態となった。